# Draba lactea
Espèce
Classification phylogénétique
Draba lactea est une espèce de plantes à fleurs du genre Draba et de la famille des Brassicaceae que l'on rencontre dans le Haut-Arctique autour du cercle polaire.

## Description
Cette plante herbacée mesure de 6 à 15 cm de hauteur avec des tiges glabres dressées. Ses feuilles basales sont disposées en rosettes. Elles sont duveteuses. Ses inflorescences présentent des grappes de trois à six petites fleurs blanches à quatre pétales. Son fruit est une silique.

## Habitat et distribution
Cette espèce se rencontre dans l'Arctique et descend au sud vers la Norvège et l'archipel du Svalbard, ainsi qu'au Groenland et au nord du Canada.

## Taxonomie
Synonymes
- Draba allenii Fern.
- Draba fladnizensis var. heterotricha (Lindbl.) J.Ball